# D-Girl (Obitelj Soprano)
"D-Girl" je 20. epizoda HBO-ove televizijske serije Obitelj Soprano i sedma u drugoj sezoni serije. Napisao ju je Todd A. Kessler, režirao Allen Coulter, a originalno je emitirana 27. veljače 2000.

## Radnja
A.J. nastavlja biti izvor muke za Tonyja. Jednog poslijepodneva, vozeći se u Carmelinom Mercedes-Benzu E320, kojeg je uzeo bez dozvole, A.J. naglo skrene i udari u parkirani kamion što ostavlja nekoliko ogrebotina i slomljeni retrovizor. Dok Carmela pokušava izaći iz garaže, labavo popravljeni retrovizor otpada. Carmela i Tony sjednu s A.J.-em i održe mu lekciju kako je mogao ubiti ljude u autu. A.J. misli kako bi takav scenarij bio "zanimljiv", jer "smrt samo pokazuje apsolutnu apsurdnost života". Zaprepašteni, Tony i Carmela upitaju ga gdje je čuo za takve ideje. A.J. otkriva kako se susreo s Nietzscheovom filozofijom, te čak zatraži da se ne krizma jer kaže kako nema Boga. Tony se osjeća zbunjeno nad A.J.-evim sumornim raspoloženjem i razgovara o njemu s dr. Melfi. Dok Tony vjeruje kako je normalno ne propitivati vjeru, Melfi smatra kako su egzistencijalističke brige prirodna faza adolescencije koju su potisnuli Tonyjevi roditelji. Melfi zatim upita Tonyja kako se njegov prekid odnosa s Livijom odrazio na djecu, koja su sada javno vidjela kako ju on smatra mrtvom. Tony ne odgovara, ali utučeno priznaje kako bi A.J.-eve brige mogle biti opravdane.
Tony se obrati Pussyju da porazgovara s A.J.-em, jer je Pussy i njegov krsni kum i kum na krizmi, a kako stvari stoje, ima aktivniji odnos s mladim Anthonyjem. Pussy zatim A.J.-u dovodi svoga sina studenta, Matta, koji objašnjava filozofe i kaže kako bi trebao proučavati radove ne-nihilističkih filozofa. 
Christopher se ponovno zainteresira za svijet filma. Na večeri sa svojim rođakom Gregom, Gregova zaručnica Amy Safir (suradnica Jona Favreaua), poziva Christophera i Adrianu da dođu na set kako bi vidjeli kako se snima film.  Adriana kaže Christopheru da vjeruje u njega te ima sačuvanu kopiju scenarija kojeg je on ranije odbacio. Christopher odlazi na set gdje nailazi na snimanje filma s Janeane Garofalo i Sandrom Bernhard. Nakon što Janeane prigovori na riječ "bitch" u scenariju, redatelj ne uspijeva pronaći zamjensku riječ. Christopher predloži riječ "pucchiaca", talijanski izraz za "pizdu", što oduševljena ekipa i glumci prihvaćaju. Christopher ubrzo postaje jako blizak s Amy i oni se upuštaju u seksualnu vezu. Izazovni seksualni prizor iznenada zamjenjuje sterilno bolničko okruženje gdje A.J. dolazi Livia po savjet. Kad joj A.J. kaže kako je upao u nevolju, Livia rezignirano kaže kako je život beznačajan i usamljen rekavši svom unuku da je svatko predodređen "umrijeti u svojim rukama". To samo pogoršava Anthonyjevu tinejdžersku zbunjenost. 
Sljedećeg dana za ručkom, Christopher razgovara o svojem scenariju s Favreauom i Amy, te im ispriča priču o nasilnom susretu mafijaša s transseksualcem. Jon i Amy postavljaju pitanja o mafiji te se čini kako su impresionirani Christopherom i kako ga iznimno cijene. Sve ovo je nepoznato Adriani, koja još čeka da je Christopher zaprosi. Večerajući s Carmelom i Tonyjem, Christopher prolije svoje vino u tanjur i izleti nakon što ga Carmela počne ispitivati o eventualnom braku. Nakon što uzrujana Adriana kaže kako je podupirala Christophera na njegovu scenariju, nesvjesno otkriva Tonyju da Christopher ne pridaje punu pozornost problemima zločinačke obitelji. Christopher zatim posjećuje Amy, rekavši joj kako je bio "u susjedstvu", nakon čega uživaju u još jednoj noći seksa. Amy tek sljedećeg jutra shvaća kako je izdala svoga zaručnika i kaže kako bi trebali sve priznati. Christopher je upozori da to ne čini, ali mu pozornost uskoro skrene Favreauov scenarij. Čitajući skicu scenarija, Christopher shvaća kako je redatelj iskoristio njegovu priču koju mu ju ispričao u povjerenju. Uzrujani Christopher potraži Favreaua, ali otkriva kako se ovaj već vratio u Kaliforniju. Kad Christopher priđe Amy, ona zauzme striktno poslovni stav, rekavši kako je Hollywood izgubio zanimanje za mafijaške filmove. Bijesan, Christopher je nazove "jebenom D-djevojkom", na što uvrijeđena Amy kaže kako je ona potpredsjednica i izleti. 
FBI prisiljava Pussyja da nosi mikrofon na svečanosti krizme i na kasnijoj zabavi. Nekoliko sati prije svečanosti, Pussy brije prsa dok nestrpljiva Angie upita može li ući u kupaonicu. Pussy je pokuša zaustaviti, a dok ona otvara vrata baci zrcalo što nagna Pussyja da bijesno zamahne prema njoj. Dok se on sprema udariti je, ulazi Matt i prekida svađu. Dok Pussy ustaje, Matt opazi krv na očevim prsima.
Nakon svečanosti, A.J.-a uhvate kako s dva rođaka puši travu u garaži, što daljnje razbjesni njegove roditelje. Posramljeni se A.J. povlači u svoju sobu gdje mu Pussy kaže kako je njegov otac dobar čovjek. Iznimno emocionalni Pussy zatim mu ispriča priču o svojoj preminuloj sestri i kako ju je Tony posjećivao u bolnici sve dok nije umrla. Kad Pussy zagrli A.J.-a, prijem FBI-eva signala postaje problematičan. 
Na zabavi nakon krizme, Tony Christopheru postavlja ultimatum: Tony će mu dati deset minuta da se odluči kojim putem želi krenuti u životu. Tony će kasnije znati što je Christopher odlučio ako ugleda Christophera kako se zadržao ili nije zadržao na zabavi. Christopher stoji pred odlukom da se posveti mafijaškom životu bez drugih ometanja ili da nastavi vlastiti život, s tim što ga Tony u tom slučaju nikad više neće htjeti vidjeti. Christopher razmišlja o ovome na prednjim stubama Tonyjeve kuće te ulazi u kuću, izražavajući svoju zakletvu na odanost Tonyju i obitelji. Christopher je donio odluku i zadovoljan je njome. A.J., zajedno sa svojom obitelji i njihovim pastorom, okupljaju se za zajedničku sliku. Nakon što Tony upita gdje je kum, otkriva se kako smeteni Pussy jeca u kupaonici zbog svoje neodanosti i izolirane pozicije. On je donio odluku i nije zadovoljan njome.

## Glavni glumci
- James Gandolfini kao Tony Soprano
- Lorraine Bracco kao Dr. Jennifer Melfi
- Edie Falco kao Carmela Soprano
- Michael Imperioli kao Christopher Moltisanti
- Dominic Chianese kao Corrado Soprano, Jr.
- Vincent Pastore kao Big Pussy Bonpensiero
- Steven Van Zandt kao Silvio Dante
- Tony Sirico kao Paulie Gualtieri
- Robert Iler kao Anthony Soprano, Jr.
- Jamie-Lynn Sigler kao Meadow Soprano
- Drea de Matteo kao Adriana La Cerva
- David Proval kao Richie Aprile
- Aida Turturro kao Janice Soprano
- Nancy Marchand kao Livia Soprano

### Gostujući glumci
| - Jon Favreau kao on sam - Sandra Bernhard kao ona sama - Janeane Garofalo kao ona sama - Alicia Witt kao Amy Safir - Louis Lombardi, Jr. kao Skip Lipari - Toni Kalem kao Angie Bonpensiero - Arthur Barnes kao zaštitar - Stephen Bienskie kao hotelski službenik - John Devlin kao pomoćni redatelj | - Dominic Fumusa kao Gregory Moltisanti - Andersen Gabrych kao recepcionar - Bryan Matzkow kao direktor hotela - Andrea Maulella kao Michele Forman - Jason Minter kao Bellman - Frank Pando kao Agent Grasso - Steve Porcelli kao Matt Bonpensiero - Elizabeth Reaser kao Stace - Asa Somers kao Blaine Richardson |

## Naslovna referenca
- Naslov epizode je skraćenica od "development girl", izraz često korišten u filmskoj i televizijskoj industriji za osobe zadužene za pronalaženje zanimljivih priča ili scenarija, odnosno za razvoj projekta.

## Poveznice s drugim medijima
- Priča o zanimanju Jona Favreaua za pisanje scenarija za mafijaški film izvedena je iz njegova stvarnog filma iz 2001. Mafijaši početnici, koji se fokusira na izrabljivanje dvojice potencijalnih mafijaša zaduženih za posao u New York Cityju. Tri člana glumačke ekipe Obitelji Soprano koji se pojavljuju u ovoj epizodi (Vincent Pastore, Federico Castelluccio i Drea de Matteo) igraju i sporedne uloge u Favreauovu filmu.
- Amy podsjeća kako film Za tvoje plave oči nije uspio vratiti novac uložen u produkciju, a u njemu je glumio Tony Sirico.

## Glazba
- Pjesma koja svira tijekom odjavne špice je "Vedi, Maria" Emme Shapplin.
- Kad Chris, John i Amy sjede u pizzeriji, svira "Swing Town" Stevea Millera.
- Kad Chris u kafiću priča o transseksualcu, u pozadini svira "Rhiannon" Fleetwood Maca.

## Vanjske poveznice
- D-Girl u internetskoj bazi filmova IMDb-a